# آرون اتابک
آرون قابیشولی اتابِک (قزاقی: Арон Қабышұлы Едігеев; ۳۱ ژانویهٔ ۱۹۵۳ – ۲۴ نوامبر ۲۰۲۱) نویسنده، شاعر و فعال سیاسی اهل کشور قزاقستان بود. او رهبر یک حزب مستقل آزادی ملی آلاش و رئیس شورای سیاسی قزاق مملکتی، جبهه ملی قزاقستان بود. پس از اینکه قزاقستان در سال ۱۹۹۱ پس از انحلال اتحاد جماهیر شوروی استقلال خود را به دست آورد، او از منتقدان دولت و رئیس‌جمهور نورسلطان نظربایف بود. او صاحب چندین شعر و کتابی در انتقاد از دولت قزاقستان بود که به خاطر آن پانزده سال زندانی شد. او در اکتبر ۲۰۲۱ آزاد شد و یک ماه بعد در ۲۴ نوامبر در حالی که در بیمارستانی در آلماتی برای کووید-۱۹ تحت درمان بود، درگذشت.